# Paraxiphopoeus schubotzi
Paraxiphopoeus schubotzi är en insektsart som beskrevs av Jacobi. Paraxiphopoeus schubotzi ingår i släktet Paraxiphopoeus och familjen hornstritar. Inga underarter finns listade i Catalogue of Life.